# Republica Socialistă Slovenia
Republica Socialistă Slovenia (în slovenă Socialistična republika Slovenija) a fost un stat socialist, o țară constituentă a Republicii Socialiste Federative Iugoslave din 1963 până în 1990 când Slovenia a părăsit infrastructura comunistă și a devenit o republică democratică constituentă în cadrul Iugoslaviei. Înainte de 1963, numele oficial a fost Republica Populară Slovenia (Ljudska republika Slovenija). La 8 martie 1990, Republica Socialistă Slovenia a fost succedată de Republica Slovenă, care a fost o țară constituentă a Republicii Socialiste Federative Iugoslave până la 25 iunie 1991, când și-a declarat independența.

## Drumul către secesiune
În martie 1990, Adunarea Republicii Socialiste Slovene a aprobat un număr de schimbări constituționale care a permis trecerea la un sistem democratic. Infrastructura socialistă a fost în mare parte destrămată iar alegerile libere au avut loc în aprilie în același an. Alegerile parlamentare au fost câștigate de coaliția de opoziție DEMOS condusă de disidentul Jože Pučnik. În același timp, Milan Kučan fostul președinte al Ligii Comuniste Slovene (ZKS) a fost ales președinte al Republicii. Parlamentul ales democratic l-a propus pe Lojze Peterle, liderul partidul Creștin Democrat Sloven, prim-ministru, care a pus capăt celor 45 de ani de guvernare a Partidului Comunist. În această perioadă, Slovenia și-a păstrat vechiul steag și vechea stemă, precum și majoritatea simbolurilor precedente, astfel încât se aștepta crearea altora noi care aveau să fie publicate după independență. Vechiul imn național, Naprej zastava slave fusese înlocuit deja cu Zdravljica în martie 1990.
Pe 23 decembrie 1990, a avut loc un referendum al independenței în Slovenia, în care 92,3% dintre votanți (88,5% din ansamblul electoral) au votat pentru secesiunea Sloveniei față de Iugoslavia. Pe 25 iunie 1991, independența slovenă a fost proclamată de Parlamentul Sloveniei. După un scurt Război de Zece Zile, armata slovenă a asigurat independența; la sfârșitul anului independența a fost recunoscută de Comunitatea internațională.